# 珊琉矿山
珊琉矿山位于北海道的上川郡下川町，处于上川综合振兴局管辖范围内。也被称为珊瑠金山。产出金、银、硅酸矿等。

## 概要
产量最高时达金6，237公斤，银33吨。矿山位于新第三纪形成的凝灰岩为主体的岩体的断层破碎带，破碎带有含金银冰长石，和含有金，辉银矿的石英矿。1917年的矿山露出后被发现，当地人开始个人开采，1926年三井矿业株式会社收购矿区后着手勘探，1934年在精炼厂完成后正式开采。由于政府的产金奖励政策，所以多次扩发规模，由于人口激增，小学和诊疗所，剧场等建立，市区形成了。1943年黄金矿业整备规定非军需物资的采矿中止，一部分矿工和设备调动到其他矿山去。采矿权经由帝国矿业株式会社转移到矶部矿业株式会社。1955年开始被重新开始，此后，由于资源枯竭和黄金行情的下降导致经营环境恶化，1986年休山。

## 历史
- 1917年-矿山部分露出被发现。
- 1919年-民间开采者使用混汞法精炼。
- 1926年-三井矿业株式会社收购矿区，并设立珊瑠办事处。
- 1933年-珊瑠矿业所设立。公司捐款的珊瑠比第二小学完成。
- 1934年-正式开始开采。每日处理能力50吨的青化精炼厂开始运转。
- 1935年-精炼厂处理能力达到每天100吨。
- 1936年-精炼厂处理能力到达每日200吨。
- 1937年-一年产金量达453.3公斤（战前的顶峰）。
- 1939年-精炼厂处理能力达到每日225吨。
- 1943年-封山，珊瑠第2国民学校停办。
- 1955年-恢复矶部矿业公司珊瑠矿业所。
- 1958年-一年产金量达186.1公斤记录（战后顶峰）。
- 1965年-公司合并成立资源产业株式会社矶部珊瑠矿业所。
- 1976年-因资源枯竭和硅酸矿的需求减少采矿中止，转移勘探地点。
- 1979年-采矿恢复。
- 1986年-生产停止，休山。